# Darío Hernández
Pour les articles homonymes, voir Hernández.
Hernández  Illana est un nom espagnol. Le premier nom de famille, en général paternel, est Hernández ; le second, en général maternel, souvent omis, est Illana.
Darío Hernández Illiana (né le 31 mai 1990 à San Sebastián de los Reyes) est un coureur cycliste espagnol, devenu ensuite directeur sportif.

## Biographie
En 2011 et 2012, Darío Hernández court dans la réserve de Caja Rural. Lors de sa première saison avec l'équipe, il termine huitième de la Cinturó de l'Empordà. Il brille également chez les amateurs espagnols en obtenant quelques victoires et diverses places d'honneur, notamment au Pays basque. 
Non recruté par Caja Rural, il passe finalement professionnel en 2013 dans l'équipe continentale Burgos BH-Castilla y León. Il réalise son meilleur résultat au mois d'octobre en prenant la huitième place du Tour de Hainan. À l'issue de la saison 2015, il met un terme à sa carrière cycliste pour devenir directeur sportif chez Burgos BH,.

## Palmarès
- 2011
  - Trofeo Santiago de Palencia
- 2012
  - San Bartolomé Sari Nagusia
  - Zaldibia Sari Nagusia
  - 2e de la Leintz Bailarari Itzulia
  - 2e de l'Oñati Proba

## Classements mondiaux
| Année           | 2011   | 2012 | 2013 | 2014 |
| --------------- | ------ | ---- | ---- | ---- |
| UCI Europe Tour | 1 143e |      |      |      |
| UCI Asia Tour   |        |      |      | 276e |